# Видеть и слышать
Видеть и слышать — фестиваль современного церковного искусства, выросший из выставки «Монументальное искусство в Церкви». С 2025 года мероприятие становится межрегиональным.

## Выставка «Монументальное искусство в Церкви»
Выставка «Монументальное искусство в Церкви» была приурочена к 90-летию МСХ. Руководителем проекта стал художник, основатель мастерской «Царьград» Дмитрий Трофимов.
Выставка проводилась с 10 по 17 июня 2022 года в выставочном зале МСХ на Кузнецком мосту, под эгидой Московского Союза художников. На ней были 
представлены работы, выполненные с 1990 по 2020-е гг. (всего около 300 произведений). Среди их авторов — мастера, работавшие в храме Христа Спасителя, Сретенском монастыре, Дивеевской обители.
По утверждению устроителей, посетитель получал возможность проследить все ступени творческого «действа»: от рождения замысла и его проработки на уровне набросков и чертежей до их воплощения в пространстве. Произведения церковной живописи и иконописи, скульптуры и керамики, панно и витражи преподносились зрителю как неотъемлемая часть храмового пространства, его продолжение.
В рамках мероприятия проводились круглые столы, посвященные проблемам современного церковного искусства:
- «Канон и традиции — где граница новаторства» (10 июня)
- «Архитектура храма и стилистика интерьера, насколько они должны совпадать» (14 июня)
- «Страховка от уничтожения» (16 июня).

Особенностью проекта стало объединение «под одной крышей» 
художественной выставки, музыкального фестиваля и дискуссионной программы (круглых столов). Вход на все площадки мероприятия был свободным.
Участниками выставки стало более 100 художников; ее посетило более 10000 москвичей и гостей столицы.

### Выступления музыкальных коллективов
С 9 до 16 июня 2022 года в выставочном зале МСХ, в рамках выставки «Монументальное искусство в Церкви», проходил фестиваль духовной музыки «Видеть и слышать».
На открытии выставки и фестиваля в исполнении Московского Синодального хора прозвучали музыкальных произведения русских авторов 19—21 вв. Хор «Схолион Псалтикис» (Школа византийского церковного пения) выступил с богослужебной музыкой на греческом языке.
10 июня 2022 г. состоялся концерт Хора Сретенского монастыря. Певчие исполняли церковные песнопения на русском и греческом языках, в том числе, произведения современных композиторов.
14 июня 2022 г. выступал хор храма иконы Божией Матери «Живоносный Источник» (Царицыно, Москва).
В день закрытия фестиваля (16 июня 2022 г.), состоялось выступление ансамбля старинной музыки Ех Libris (дирижёр — Даниил Саяпин). В исполнении музыкантов прозвучали строчное пение, знаменный распев, ранний русский партес.

## I Фестиваль церковного искусства (2023)
I Фестиваль современного церковного искусства «Видеть и слышать» проходил с 27 октября по 4 ноября 2023 г. в выставочном зале МСХ на Кузнецком мосту. Он стал наследником выставки «Монументальное искусство в церкви», организованной в 2022 году (см. выше).

### Организаторы
Фестиваль проводился под эгидой Московского Союза художников и 
Российской академии художеств, при поддержке Президентского фонда культурных инициатив и Департамента культуры города Москвы. Отличительной чертой мероприятия стало то, что оно концептуально задумывалось не представителями церкви, а профессиональным сообществом художников.

### Руководство
Генеральный продюсер фестиваля — член-корреспондент РАХ, руководитель мастерской «Царьград» Дмитрий Трофимов.
Директор фестиваля — кандидат политических наук, член-корреспондент РАЕН Тамара Дайн.
Руководитель научно-просветительского направления и экскурсионного отдела — Елена Константинова.
Кураторы — вице-президент РАХ Татьяна Кочемасова; председатель Экспертного совета по церковному искусству, архитектуре и реставрации РПЦ Леонид Калинин.

### Цели и задачи
По заявлению устроителей фестиваля, его цели — пробуждение у 
соотечественников интереса к историческому прошлому, к православной культуре (в особенности — у молодого поколения); содействие в возрождении и развитии различных видов православного искусства, осмысление роли последнего в жизни современной России; знакомство сограждан с многообразием православного искусства и приобщение их к традиционным духовно-нравственным ценностям.
Название «Видеть и слышать» восходит к строкам Евангелия от Матфея:

«И, приступив, ученики сказали Ему: для чего притчами говоришь им? Он сказал им в ответ: для того, что вам дано знать тайны Царствия Небесного, а им не дано,  ибо кто имеет, тому дано будет и приумножится, а кто не имеет, у того отнимется и то, что имеет;  потому говорю им притчами, что они видя не видят, и слыша не слышат, и не разумеют…».
— Мф. 13: 10—16
Как поясняет Дмитрий Трофимов, «…верующий стремится к тому, чтобы его душа научилась „слышать и видеть“… прежде всего — духовными очами, духовным слухом. Этот слух развивается, когда мы внимательно всматриваемся и вслушиваемся в произведения церковного искусства, от внешнего идём к внутреннему. Потому так и назван наш фестиваль».
Мероприятие, по словам его организаторов, было рассчитано на ценителей изобразительного искусства. В первую очередь, на широкую аудиторию верующих, на профессиональные сообщества художников и священнослужителей.

### Требования к работам
К просмотру допускались лишь произведения, созданные для храмового пространства, а именно:
- иконы;
- росписи на холстах и других материалах;
- мозаики, в том числе фрагменты;
- витражные иконы, части витражей;
- керамические иконы;
- рукотворные эскизы росписей и иконостасов;
- черновые картоны к иконам, росписям;
- макеты храмов с росписью;
- церковная скульптура (предпочтительно — барельефы и скульптуры для внутреннего и внешнего убранства храмов);
- другие виды произведений церковного искусства;
- фотографии состоявшихся проектов храмовых интерьеров.

Фотографии работ необходимо было прислать до 1 апреля 2023 года 
устроителям выставки (электронной почтой).

### Церемония открытия
Церемония открытия I Фестиваля современного церковного искусства состоялась в Московском доме художника. Гостей приветствовали народный художник РФ, член Президиума РАХ, председатель Правления МСХ Виктор Глухов, руководитель финансово-хозяйственного управления Московского Патриархата, епископ Наро-Фоминский Никандр, генеральный продюсер фестиваля Дмитрий Трофимов.
Свои приветствия участникам мероприятия прислали вице-спикер Госдумы и председатель Патриаршего совета по культуре, митрополит Тихон.

### Программа фестиваля
На площадке фестиваля была открыта выставка произведений для храмового пространства: икон, росписей, панно, витражей, скульптуры. Здесь же проходили концерты духовной музыки. Работали круглые столы по насущным проблемам храмового искусства.
Ежедневно проводились экскурсии, знакомившие посетитилей выставки с представленными работами и их создателями. В ходе работы фестиваля, гости могли посетить пять искусствоведческих лекций, посвященных символам, сюжетам и смыслам православной иконографии. В мультимедийном зале состоялись показы 19 фильмов об истории христианского искусства, подготовленных специально для посетителей выставки.
Вечернюю программу фестиваля завершали концерты духовной музыки с участием ведущих церковных хоров (Московского Синодального, Хора Сретенского монастыря и др.).
Вход на мероприятия для посетителей был свободным.

#### Круглые столы
В рамках проекта состоялось три круглых стола, посвященных острым проблемам церковного искусства:
- «Роспись храма, как текст священного предания Церкви» (27 октября)
- «Интерьер и экстерьер православного храма» (31 октября)
- «Сохранение памятников церковной культуры» (темы сохранения, консервации и каталогизации храмов. Создания единой информационной базы по всем архитектурным церковным памятникам. Вопросы, связанные с технологиями строительства, росписи, реставрации и эксплуатации храмов) (1 ноября).

#### Мастерские
Пять мастерских работали для детей и подростков, в т.ч., мастерская по каллиграфии, мастер-классы по росписи, мозаике, иконописи и работе с сусальным золотом.
Мастер-классы от известных художников были посвящены опыту копирования стенных росписей Ростова Великого (27 октября, ведущий — член-корреспондент РАХ Андрей Ремнёв), процессу создания мозаики (28 октября, ведущий — член-корреспондент РАХ Елена Кузнецова), работе с лаками, красками и эмульсиями для иконописцев и художников- монументалистов (29 октября, ведущий — член-корреспондент РАХ Игорь Самолыго), процессу создания фрески по сырой штукатурке (1 ноября, ведущий — народный художник РФ, профессор МГАХИ им. В. И. Сурикова, вице-президент и академик РАХ Евгений Максимов), технике сграффито (резьбе по цветным цементам) (3 ноября, ведущие — академик РАХ Юлия Смирнова и преподаватель МГАХИ им. В. И. Сурикова Дарья Румянцева).

#### Творческие встречи с авторами книг
- 28 октября — Встреча с протоиереем Владимиром Вигилянским и презентация его книги «Русский ключ. Дневник священника» (лауреат Патриаршей литературной премии 2023 года)[27]
- 29 октября — Встреча с искусствоведом Ниной Квливидзе (тема: «Медиапространство как новый формат освещения истории христианского искусства, церковных объектов и памятников культурного наследия»)[27]
- 2 ноября — Встреча с архитектором-реставратором Андреем Тутуновым и презентация его книги «Реставрация и строительство храмов, часовен, приходских строений».[27]

### Итоги
Награждение победителей в конкурсе молодых художников состоялось 4 ноября 2023 г. на церемонии закрытия фестиваля. Ими стали:
- Екатерина Кирьянова и Пафнутий Недоступенко (в номинации «Образ»)
- Дарья Смирнова и Олеся Выборнова (в номинации «Графика»)
- София Ивонина и Агата Фролова (в номинации «Текстура»)
- Екатерина Штеренберг и Дарья Румянцева (в номинации «Цвет»)
- Мария Буханова и Василий Фортов (в номинации «Традиции»)
- Роман Лоборук и Анастасия Швейская (в номинации «Поиск»).

Итоговая выставка работ победителей и произведений признанных 
мастеров прошла 7—9 ноября в выставочном зале РАХ на Пречистенке (Галерея искусств Зураба Церетели).
В конкурсе журналистов и блогеров (на лучшую публикацию о 
православном искусстве и освещение событий фестиваля) победителей определили в 3 номинациях:
- Лучшая публикация о христианском искусстве:
  - 1 место:
    - Михаил Тюренков («Царьград ТВ»);

  - 2 место:
    - Дмитрий Писаренко («Аргументы и факты»);
    - Светлана Телятникова-Никабадзе («Диалог культур»);

  - 3 место:
    - Людмила Гаврилова («Гринворд»);
    - Наталия Губернаторова («Московский комсомолец»);
- Лучшее видео и аудио о христианском искусстве:
  - 1 место:
    - команда программы «Утро на СПАСе» (т/к «Спас»);
    - команда программы «Вечер на СПАСе» (т/к «Спас»);

  - 2 место:
    - Московское представительство телекомпании «Союз»;

  - 3 место:
    - Йосси Тавор («Радио Орфей»);
    - Анна Сокольская («Радио Москвы»);
    - Федор Баландин («Радио Москва FM»);
- Лучшие тексты блогеров о христианском искусстве:
  - 1 место:
    - Сергей Карнаухов;

  - 2 место:
    - телеграм-канал «Медный колокол»;
    - телеграм-канал «Orthodox House»;

  - 3 место:
    - Анна Розенберг;
    - Анастасия Лойко;
    - Юлия Хаюц;
    - Елизавета Ефремова.

Церемония награждения состоялась 9 ноября 2023 г. в МВК РАХ на Пречистенке (Москва, Пречистенка, 19).
В ходе работы фестиваля, было проведено пять мастер-классов от известных художников, пять мастерских для детей и подростков, три круглых стола по насущным вопросам православного искусства, пять лекций от историков и искусствоведов, три творческие встречи с авторами книг, семь концертов духовной музыки, более 70 групповых экскурсий, прошли показы 19 фильмов о церковном искусстве.
Участниками проекта стало более 200 художников, скульпторов и 
архитекторов, представивших на выставку около 300 своих произведений. За время работы фестиваля, его посетило около 25 тысяч зрителей.

## II Фестиваль церковного искусства (2025)
10 апреля 2025 года в Ростовском кремле открылась выставка «Звучание линий. Отрисовка на кальке фресок Ростова Великого». Выставка, представляющая работы студентов МГАХИ им. В.И. Сурикова, проводится в рамках проекта «Видеть и слышать». С 11 по 12 июня мероприятия фестиваля пройдут в Пензе, в Духовно-просветительском центре «Спас» при Спасском кафедральном соборе.
В 2025 году проект становится межрегиональным. Выставки и другие мероприятия II Фестиваля пройдут более чем в пяти регионах России.

### Организаторы. Руководство
Куратор фестиваля — вице-президент РАХ, профессор, проректор МГАХИ им. В.И. Сурикова Евгений Максимов.
Генеральный продюсер и руководитель фестиваля — художник, член-корреспондент РАХ Дмитрий Трофимов.

### Цели мероприятия
Как заявили устроители фестиваля 2025 года, основными его целями являются : 
- Пробуждение интереса к современному христианскому искусству, сохранение традиций по его созданию и изучению.
- Поиск одарённых и способных мастеров и молодых художников, вовлечение их в современную художественную жизнь.
- Духовное, нравственное, личностное совершенствование участников и гостей фестиваля.

### Конкурс молодых художников
Заявки принимаются от лиц 18—35 лет, до 1 мая 2025 года (по эл. почте). Следующий этап — этап отбора и оценка работ Выставочным комитетом (до 1 июня 2025 года). Третий этап — участие в выставочном показе (10 — 18 окт. 2025 г. по адресу: Москва, ул. Кузнецкий мост, 11 (Московский Дом Художника). На завершающем этапе (19 октября — 1 ноября 2025 г.) работы 
победителей будут представлены на выставке в РАХ вместе с работами мастеров.
Конкурс проводится по шести номинациям: 
- Графика;
- Текстура;
- Цвет;
- Образ;
- Традиция;
- Поиск.